# فهرست برندگان جایزه بزرگ فرمول یک
فرمول یک (به اختصار F1) بالاترین کلاس مسابقات چرخ باز در ورزش‌های موتوری است که توسط فدراسیون بین‌المللی اتومبیل‌رانی (FIA)، سازمان جهانی ورزش‌های موتوری تعریف و برگزار می‌شود. کلمه «فرمول» در نام به مجموعه قوانینی اشاره دارد که همه شرکت کنندگان و خودروها باید با آن مطابقت داشته باشند. فصل قهرمانی جهان فرمول یک شامل سری مسابقاتی است که با عنوان جایزه بزرگ شناخته می‌شود که معمولاً در پیست‌های هدفمند و در برخی موارد در خیابان‌های بسته برگزار می‌شود. به هر برنده یک جایزه اهدا می‌شود و نتایج هر مسابقه برای تعیین دو قهرمانی سالانه، یکی برای رانندگان و دیگری برای سازندگان امتیاز تعلق می‌گیرد. مسابقات قهرمانی جهان برای رانندگان از سال ۱۹۵۰، پس از توافق بر سر استاندارد فرمول یک که در سال ۱۹۴۶ تأیید شده است، برگزار می‌شود. مسابقات قهرمانی سازندگان برای ۱۹۵۸ اضافه شد و از آن زمان تاکنون به قهرمان مسابقات اعطا می‌شود.

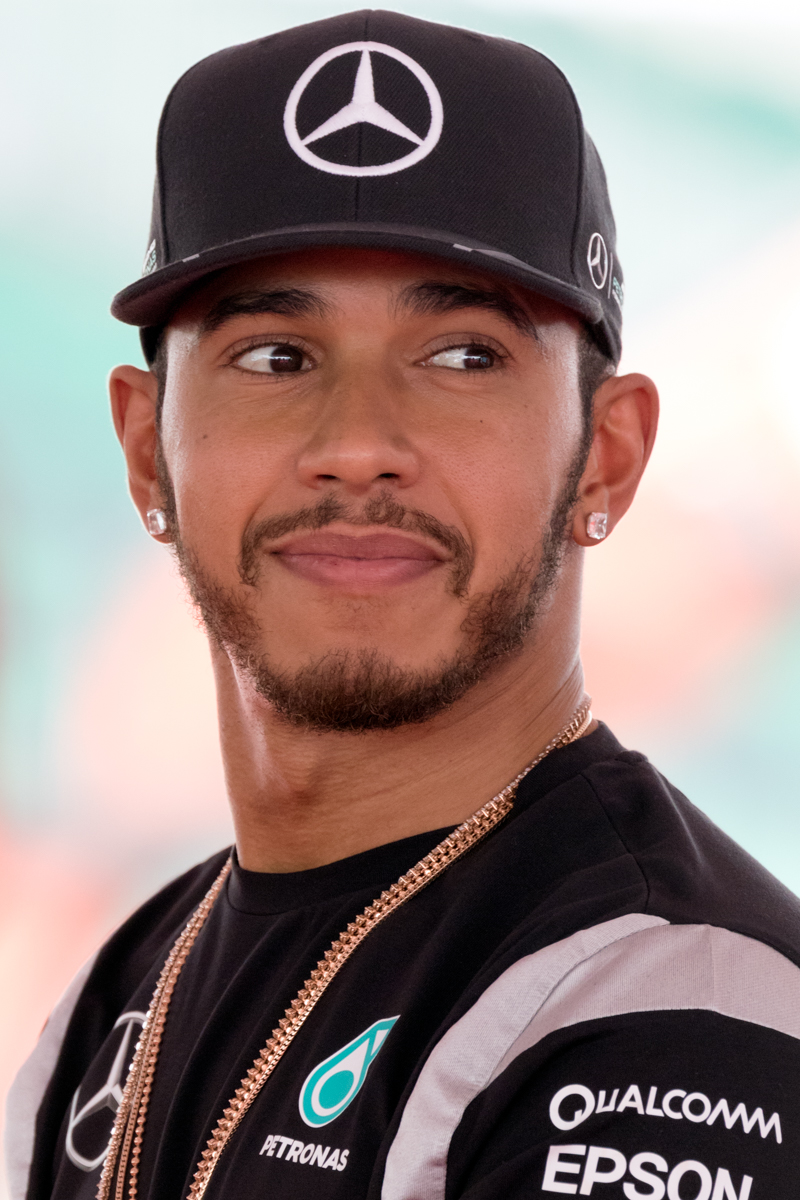
لوییس همیلتون در طول دوران حرفه ای خود در ۱۰۳ جایزه بزرگ به پیروزی رسیده است. او در ۲۱ مسابقه با تیم مک‌لارن و ۸۴ مسابقه با مرسدس در این مسابقات پیروز شده است.

## بر پایه رانندگان

نمودار رکورد بیشترین برد در جایزه بزرگ‌های فرمول یک

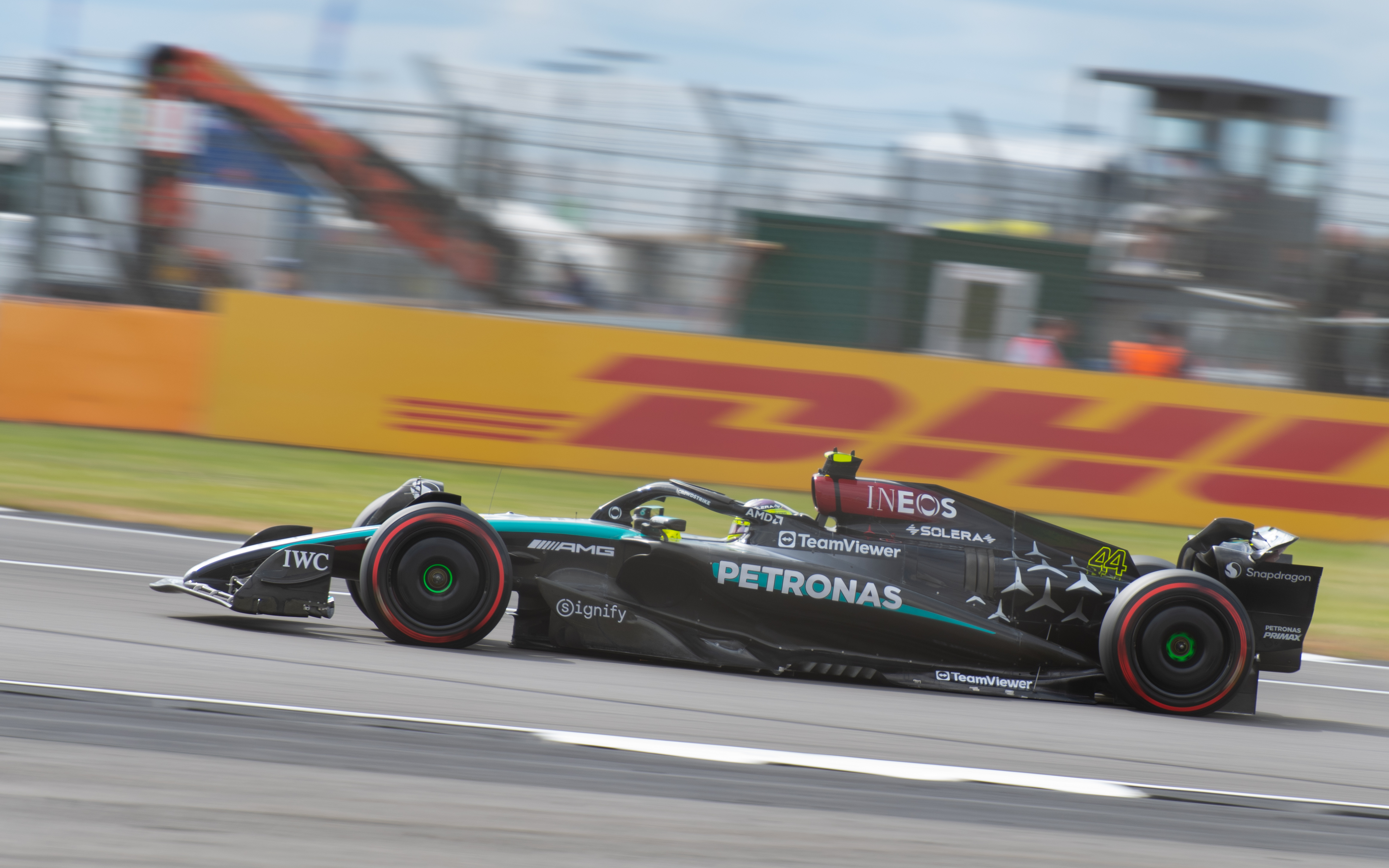
لوئیس همیلتون رکورد بیشترین پیروزی در جایزه بزرگ فرمول یک دارد.

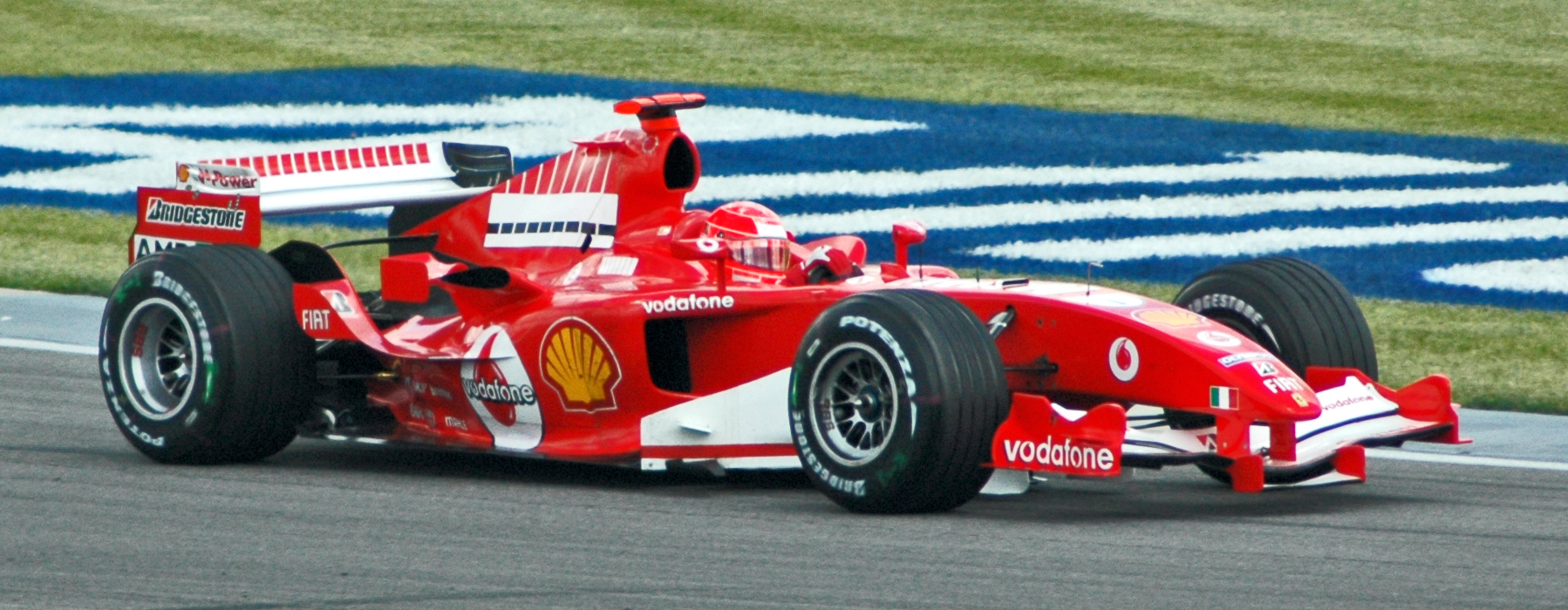
قهرمان هفت بار رانندگان جهان مایکل شوماخر با ۹۱ پیروزی رکورد بیشترین تعداد پیروزی را در اختیار داشت، قبل از اینکه در سال ۲۰۲۰ همیلتون از او پیشی بگیرد.

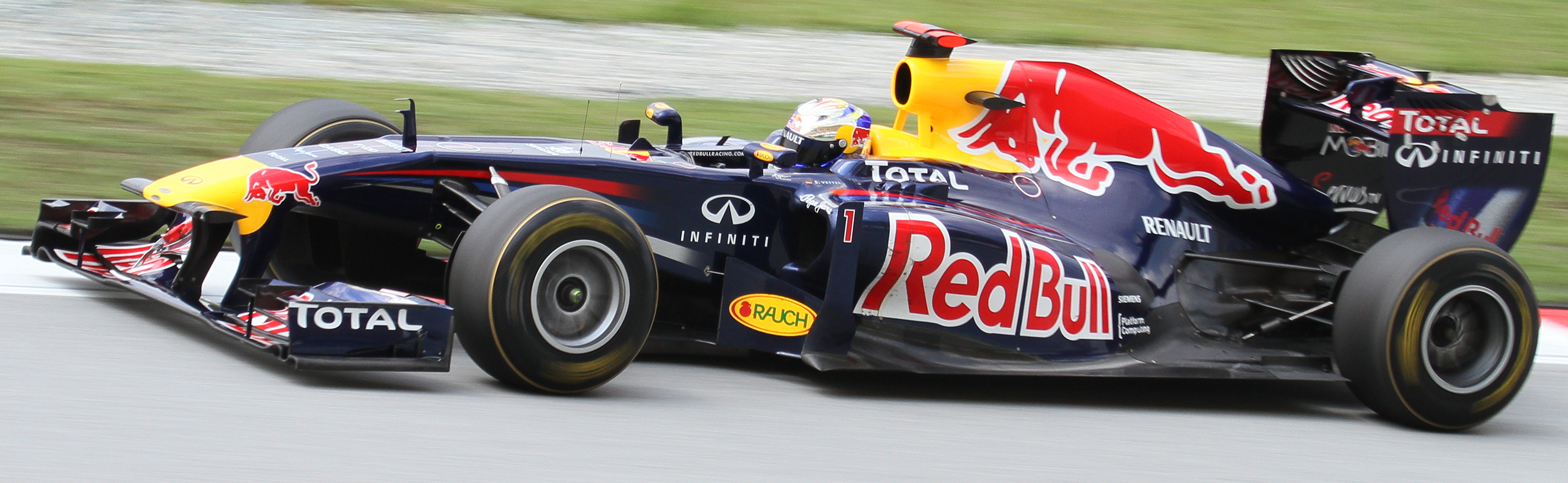
سباستین فتل چهار عنوان متوالی به نام خود دارد که همه آنها را با ردبول ریسینگ به دست آورده است.

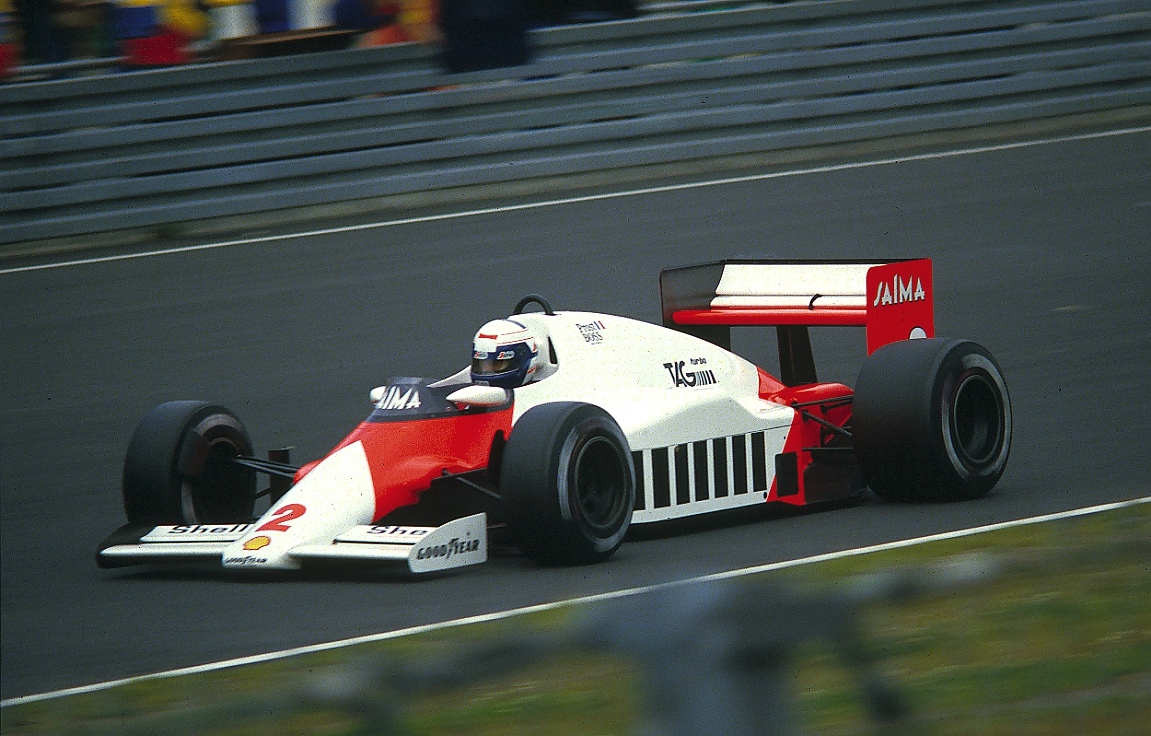
قهرمان چهار بار جهان آلن پروست در سال ۱۹۸۵

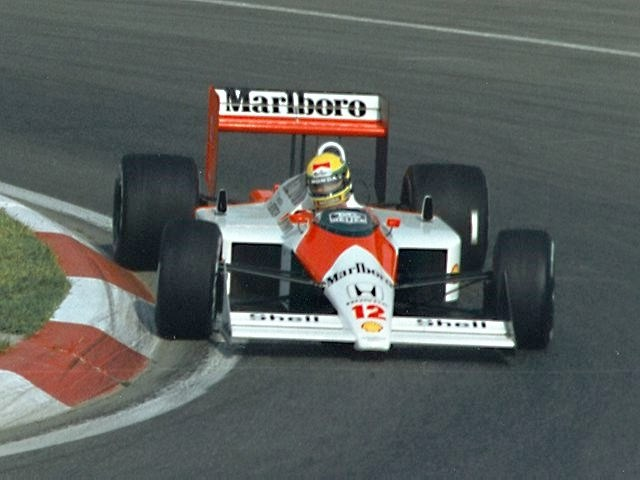
آیرتون سنا پیروزی در جایزه بزرگ کانادا ۱۹۸۸

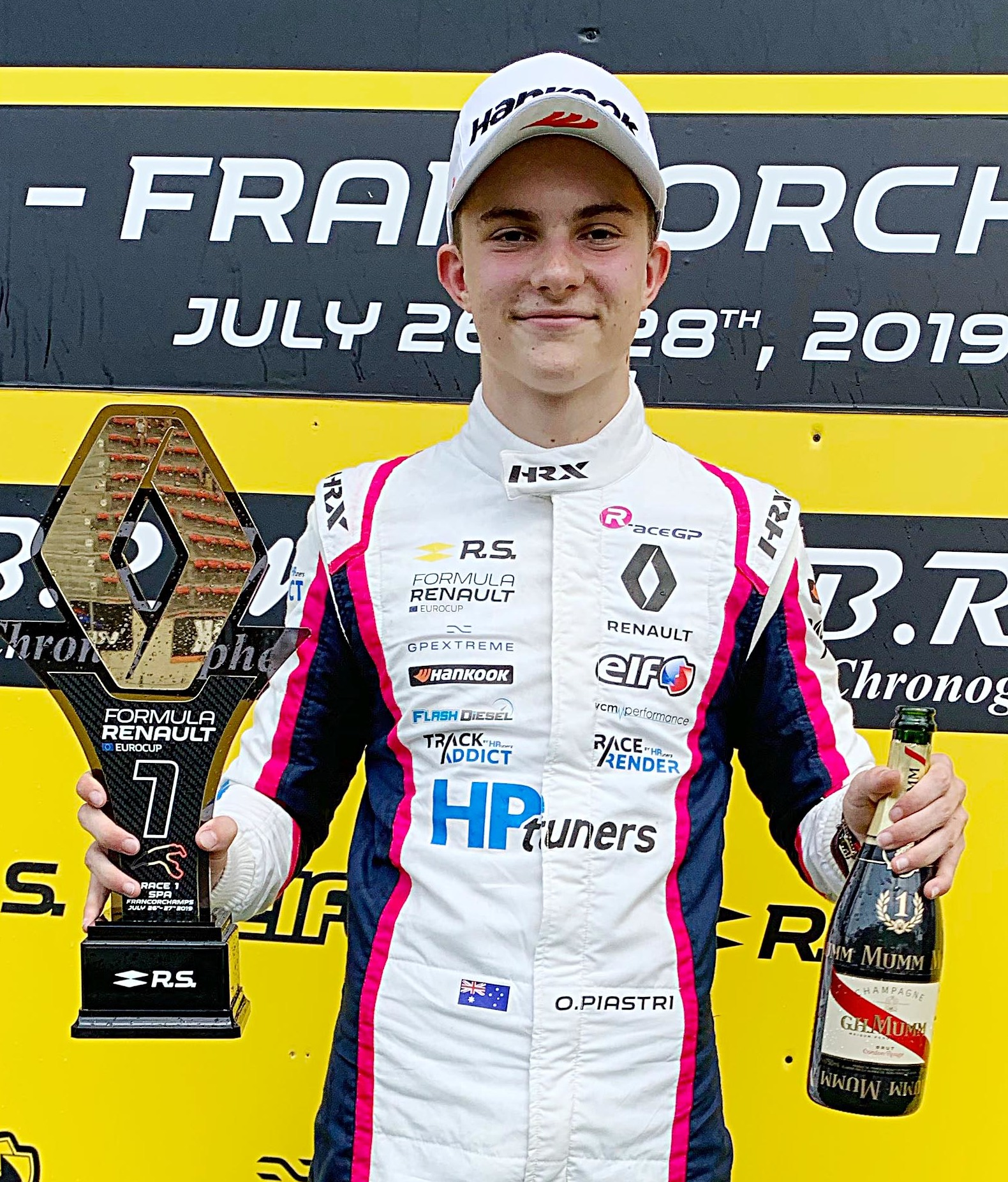
اسکار پیاستری صد و پانزدهمین و آخرین برنده جایزه بزرگ فرمول یک است که برای اولین بار در جایزه بزرگ مجارستان ۲۰۲۴ پیروز شده است.

## فهرست
| *                                                           | راننده قرار است در فصل ۲۰۲۵ مسابقه دهد.          |
| راننده قهرمان جهان فرمول یک شده است                         | قهرمانی جهان فرمول یک                            |
| راننده قهرمان فرمول یک جهان است و در فصل ۲۰۲۴ شرکت کرده است | در فصل ۲۰۲۴ شرکت کرده و قهرمان فرمول یک جهان است |

| رده | کشور     | راننده           | پیروزی‌ها | سال‌های فعال          | اولین پیروزی            | آخرین پیروزی              |
| --- | -------- | ---------------- | -------- | -------------------- | ----------------------- | ------------------------- |
| ۱   | بریتانیا | لوئیس همیلتون    | ۱۰۳      | ۲۰۰۷–                | جایزه بزرگ کانادا ۲۰۰۷  | جایزه بزرگ بلژیک ۲۰۲۴     |
| 2   | آلمان    | مایکل شوماخر     | 91       | ۱۹۹۱–۲۰۰۶, ۲۰۱۰–۲۰۱۲ | جایزه بزرگ بلژیک ۱۹۹۲   | جایزه بزرگ چین ۲۰۰۷       |
| 3   | هلند     | مکس فرستاپن      | ۶۱       | 2015–                | جایزه بزرگ اسپانیا ۲۰۱۶ | جایزه بزرگ قطر ۲۰۲۴       |
| 4   | آلمان    | Sebastian Vettel | 53       | 2007–2022            | 2008 Italian Grand Prix | 2019 Singapore Grand Prix |